# О-Дор
Озера О-Дор (фр. lacs de l'Eau d'Heure) — це комплекс із п'яти штучних озер, що утворюють найбільшу озерну систему Бельгії.
Дамби були побудовані протягом 1970-х років. Озера розташовані неподалік від села Серфонтен, за 50 км на південь від міста Шарлеруа та кордону з Францією. Вони розташовані в межах муніципалітетів Серфонтен (провінція Намюр) та Фруашапель (провінція Ено).
Основною річкою, що живить озера, є О-Дор. Є п'ять дамб та одна гідроелектростанція. Найбільше озеро, Lac de la Plate Taille, саме по собі є найбільшим окремим озером у країні, 3,74 квадратного кілометра (1,44 миля2), тоді як разом озера мають площу поверхні 6,17 квадратного кілометра (2,38 миля2).
Це популярне туристичне місце, де є водні види спорту, включаючи риболовлю, каякінг, дайвінг та віндсерфінг.
П'ять озер:
- О-Дор, центральне озеро системи
- Lac de Falemprise, озеро середнього розміру на південному сході
- Lac de Féronval, невелике озеро на північному кінці О-Дор
- Lac de la Plate Taille, найбільше озеро 3,74 квадратного кілометра (1,44 миля2), на південному заході групи
- Lac du Ry Jaune (іноді пишеться Ri Jaune), невелике озеро на східному боці